# Trésor de Petescia
Le trésor de Petescia est le nom donné à une cache d'objets précieux découverte en 1875 dans les monts Sabins, en Ombrie, près de la ville actuelle de Rieti, à une centaine de km de Rome. Les pièces datent de la période hellénistique et du début de la Rome impériale, soit entre 50 av. J.-C. et 20. Elles sont regroupées dans la collection d'œuvres antiques (Antikensammlung) du Altes Museum à Berlin. 
Le trésor contenait 38 pièces: quatorze bracelets, une couronne de laurier avec des feuilles d'or, quatorze bagues en or, sept anneaux d'or garnis de pierres précieuses d'une exceptionnelle qualité et divers objets d'argent et d'ambre. Six des bagues sont garnies de camées faits d'agate et de sardoine. L'un d'entre eux, en pure cornaline, représente Livie, troisième épouse d'Auguste et a été créé vers 20 av. J-C.

## Galerie

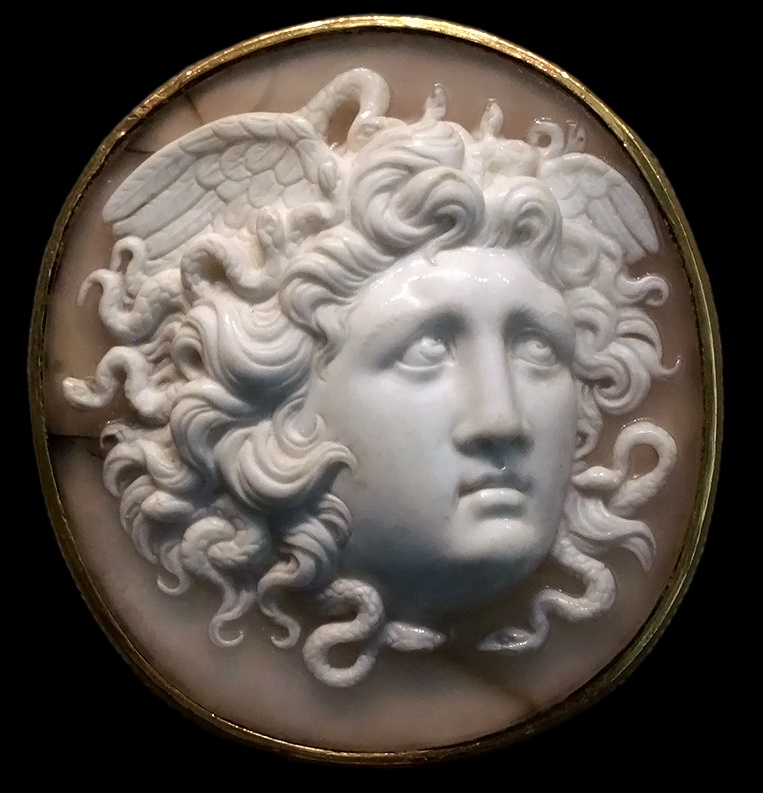
Camée avec tête de Méduse
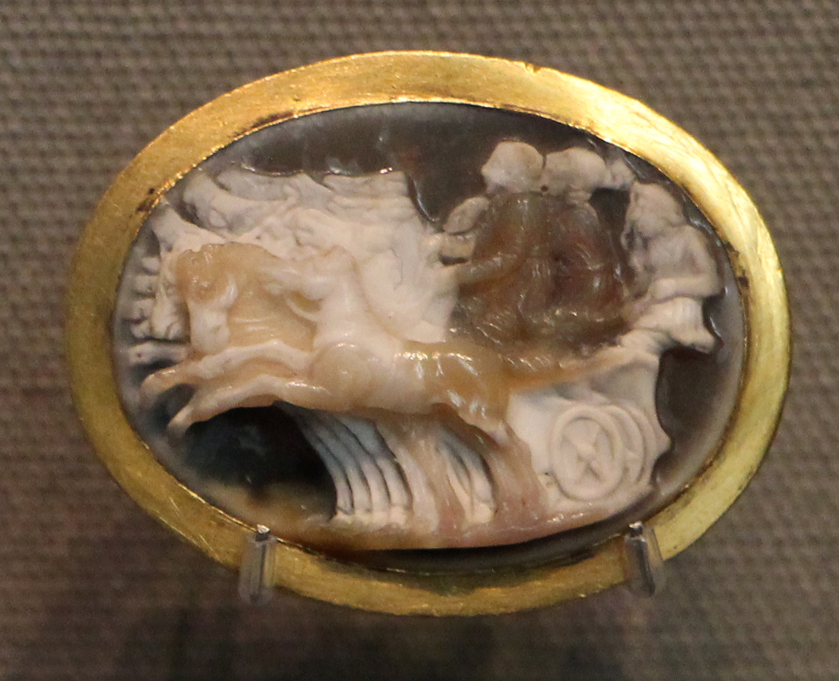
Camée avec quadrige
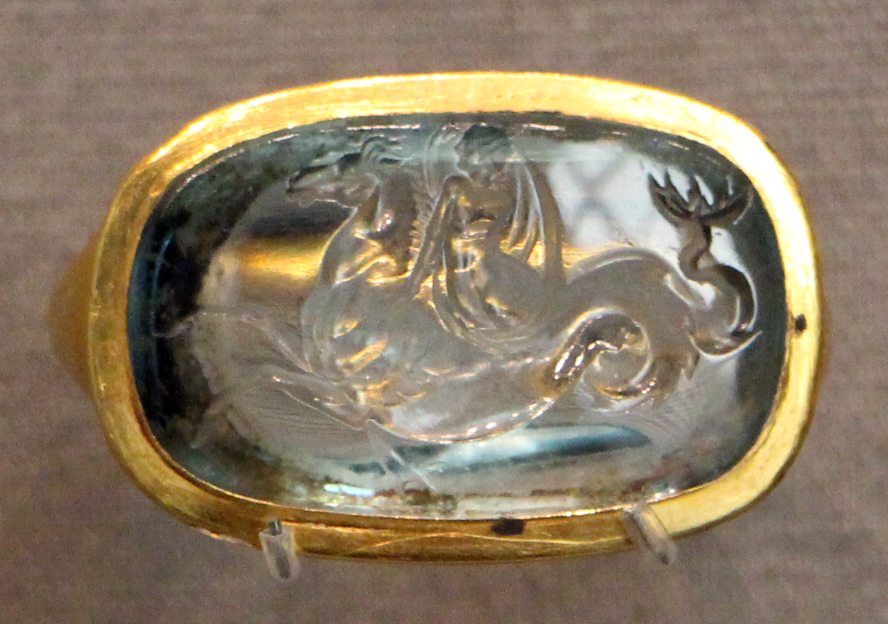
Camée avec Triton chevauchant un cheval marin
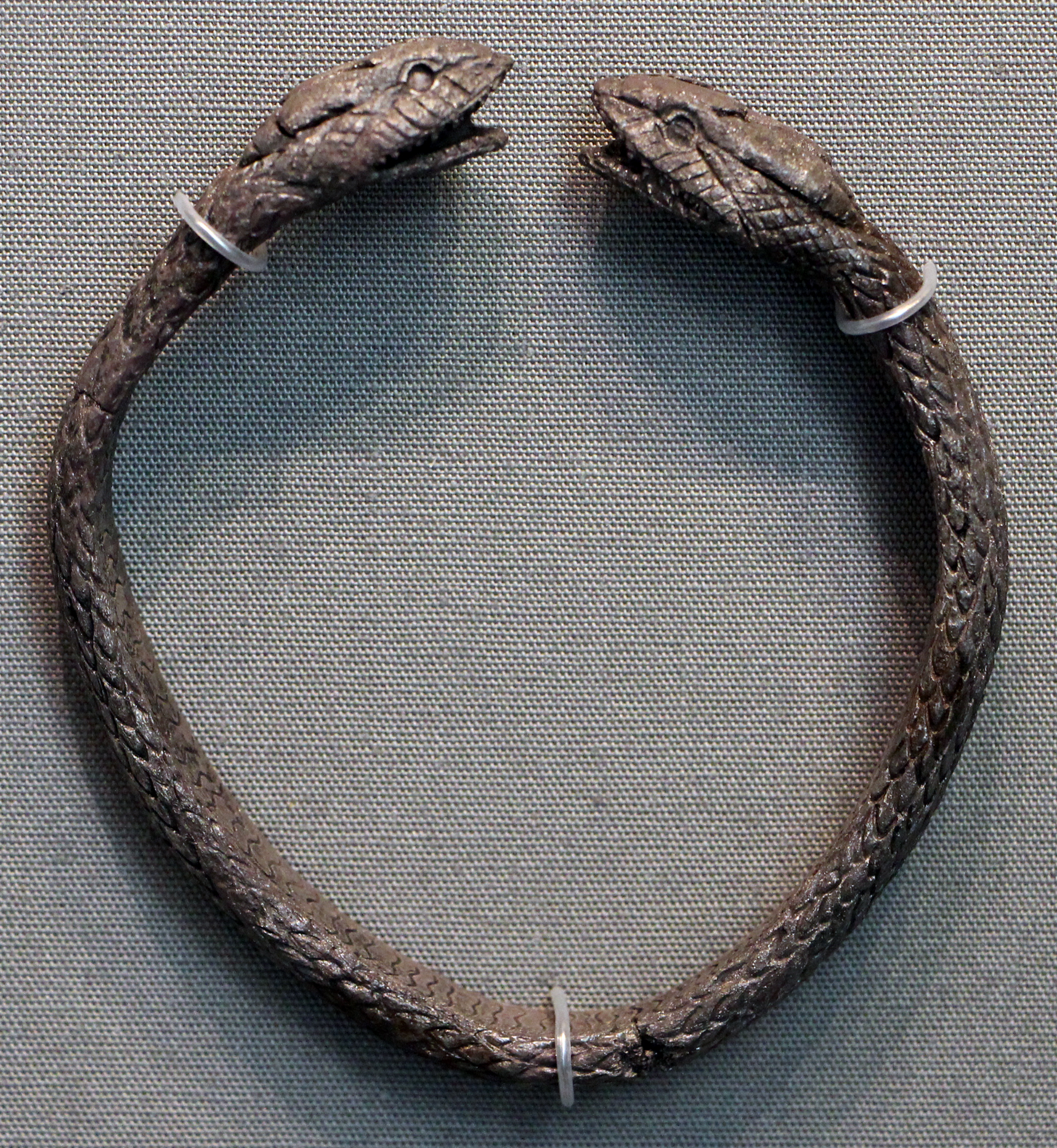
Bracelet
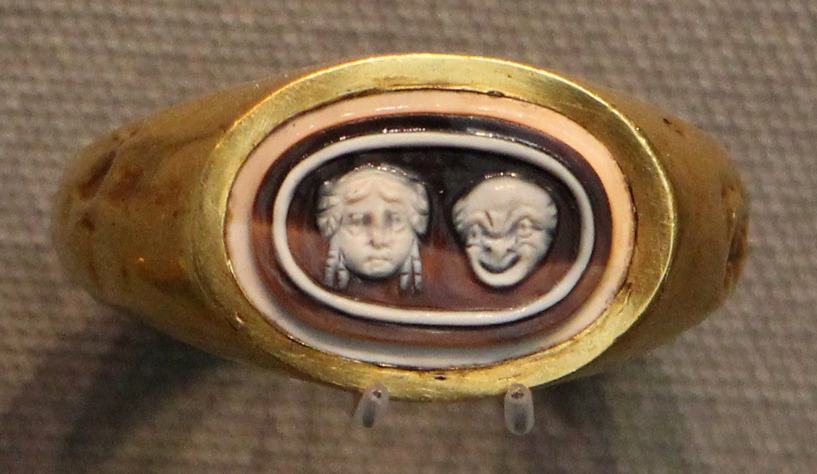
Camée avec masques de théâtre

## Sources
- (de) Adolf Furtwängler, Die antiken Gemmen: Geschichte der Steinschneidekunst im Klassischen Altertum, 3 vol., Leipzig et Berlin, 1900. Lire en ligne.
- (de) Gertrud Platz-Horster, « Kleine Praser and Chromium-bearing Chalcedonies. About a small group of engraved gems », Pallas, no 83,‎ 2010, p. 179-205 (www.jstor.org/stable/43606053)